# Elf (película)
Elf (conocida como Elf: El duende en algunos países americanos) es una película estadounidense de comedia navideña dirigida por Jon Favreau, escrita por David Berenbaum, protagonizada por Will Ferrell, James Caan y Zooey Deschanel. Fue estrenada por primera vez en los Estados Unidos el 7 de noviembre de 2003, recaudando más de 220,4 millones de dólares en todo el mundo.

## Trama
En Vísperas de Navidad en 1973, un bebé huérfano se mete en el saco de Santa Claus. Cuando es descubierto en el Polo Norte, es adoptado por Papá Duende, quién bautiza al niño como Buddy.
Buddy crece en el Polo Norte creyendo que es un duende, pero debido a su tamaño humano es incapaz de realizar tareas de duendes. Cuando Buddy descubre accidentalmente que es humano, Papá Duende le explica que él nació biológicamente de Walter Hobbs y Susan Wells, y fue dado en adopción sin que Walter lo supiera. Susan falleció y Walter trabaja en una publicadora de libros infantiles en el Empire State en la Ciudad de Nueva York. Buddy se embarca en un viaje para encontrarlo, además que Santa le indica que Walter está en la lista de los que se portan mal debido a su egoísmo y avaricia y su adicción al trabajo.
Buddy tiene problemas al intentar ajustarse a las costumbres del mundo humano. Buddy encuentra a su padre en la oficina, pero éste lo expulsa cuando Buddy menciona a Susan Wells. Luego de seguir ingenuamente la sugerencia sarcástica de uno de los guardias de seguridad de “volver a Gimbels” debido a su traje de duende, el gerente de la tienda lo confunde con un empleado y lo insta a trabajar. Ahí conoce a Jovie, una empleada poco entusiasta y se siente atraído. Sabiendo que Santa llegaría el próximo día, Buddy se queda en Gimbels y pasa la noche decorando “el Polo Norte” de la tienda y le compra un camisón a Walter.
Al día siguiente, Buddy descubre para su horror que el Santa de la tienda no es el verdadero. Le quita la barba al hombre y entran en una pelea, causando que el gerente de la tienda intervenga. Buddy es arrestado y Walter paga la fianza. Walter lo lleva con el Dr. Leonardo a una prueba de ADN, confirmando que Buddy es su hijo biológico. El doctor lo convence de que lleve a Buddy a su casa para que conozca a su madrastra, Emily y su medio hermano de 12 años, Michael. Walter y Michael se sienten molestos por el comportamiento infantil de Buddy, pero Emily insiste en que cuiden de él hasta que se “recupere”.
Buddy ayuda a Michael a derrotar a una pandilla de bravucones en una pelea de bolas de nieve, y entablan una relación de hermanos. Michael también insta a Buddy a que salga con Jovie en una cita. Walter se entera de su jefe Fulton Greenway que su compañía está en problemas financieros. Greenway organiza una idea de libros para la víspera de Navidad, en la cual Walter y sus asociados, Eugene y Morris, realizan una reunión con el autor de libros infantiles más vendidos Miles Finch, para contratarlo.
Esa misma noche, Buddy va a la cita con Jovie y logra conquistarla. Buddy irrumpe en la oficina de Walter durante la reunión con Finch para contarle a Walter sobre su romance, y confunde a Finch con un duende debido a su enanismo. Finch pierde su temperamento y ataca a Buddy antes de retirarse, causando que Walter expulse furiosamente a Buddy.
Eugene y Morris encuentran una libreta que Finch dejó llena de ideas para libros infantiles. Walter ofrece algunas ideas a Greenway, pero Michael irrumpe para contar que Buddy huyó de casa. Greenway se niega a pactar otra reunión, por lo que Walter deja que lo despida de todos modos.
El trineo de Santa choca en Central Park, el cual atrae a una enorme multitud. Buddy lo encuentra y descubre que el motor del trineo se rompió, por lo que no puede volar sin espíritu navideño. Walter y Michael encuentran a Buddy, y el primero se disculpa por lo dicho en la oficina mientras acepta a Buddy como su hijo, y éste los lleva a conocer a Santa. Michael se lleva la lista de Santa y la lée en frente de las cámaras del noticiario local para intentar aumentar el espíritu navideño. Los montados de Central Park, quienes nunca perdonaron a Santa por ponerlos en su lista de niños traviesos, persiguen su trineo mientras Buddy intenta poner el motor.
Jovie incita a las personas reunidas para cantar Santa Claus Is Coming to Town, ayudando a levantar el espíritu navideño para potenciar el trineo. Walter es convencido por Michael para que cante, lo que restaura suficiente espíritu navideño para volar.
En la siguiente Navidad, Walter ha empezado su propia compañía publicadora de libros con su primer libro mejor vendido titulado Elf, una historia sobre las aventuras de Buddy. Buddy y Jovie tienen una hija llamada Susie, llamada en honor a Susan Wells. Durante el cierre de la película, ambos visitan a Papá Duende en el Polo Norte.

## Producción
La película hace un uso intensivo de perspectiva forzada (en lugar de CGI) para hacer Buddy el Elf parecer mucho más grande que todos los otros elfos.
Zooey Deschanel canta en la película la canción "Baby, It's Cold Outside".
Buddy eructa durante doce segundos, después de beber una botella de 2 litros de Coca-Cola. El eructo era real, como doblado por el actor de voz Maurice LaMarche.
Una línea de Jack en la caja de juguetes se escucha emitiendo un efecto de sonido de "risa hiena" que apareció por primera vez en La dama y el vagabundo en 1955.
Elf no fue rodada íntegramente en Nueva York. De hecho, hay varias escenas filmadas en Riverview Hospital (Coquitlam).

## Reparto
- Will Ferrell como Buddy Hobbs.
- James Caan como Walter Hobbs.
- Bob Newhart como Papa Elf.
- Ed Asner como Santa Claus.
- Zooey Deschanel como Jovie.
- Mary Steenburgen como Emily Hobbs.
- Daniel Tay como Michael Hobbs.
- Faizon Love como Gerente de Gimbel.
- Peter Dinklage como Miles Finch.
- Amy Sedaris como Deborah "Deb".
- Michael Lerner como Fulton.
- Andy Richter como Morris.
- Kyle Gass como Eugene.
- Artie Lange como Santa de Gimbel.
- Leon Redbone (voz) como León el muñeco de nieve.
- Ray Harryhausen (voz) como Polar Bear Cub.
- Jon Favreau como Dr. Leonardo "Leo"
- Peter Billingsley (sin acreditar) como Ming-Ming.
- Maurice LaMarche (sin acreditar) como el doblaje del eructo de Buddy.

## Premios y nominaciones
La película fue nominada a 9 premios y ganó 2.
Ganados
- 2004 ASCAP award - Películas de Taquilla (John Debney)
- 2004 Golden Trailer - Mejor Comedia

Nominaciones
- 2004 Blimp Award - Película Favorita
- 2004 MTV Movie Award - Mejor Actuación Cómica (Will Ferrell)
- 2004 PFCS Award - Mejor Película Familiar de Acción Real y Mejor Uso de Música previamente publicado o grabado
- 2004 Teen Choice Award - Choice Movie Actor (Will Ferrell) y Choice Movie - Comedia
- 2005 Golden Satellite Award - Best Youth DVD

## Escena musical
Un musical de Broadway basado en la película en Broadway durante la temporada de Navidad 2010. Fue dirigido por Casey Nicholaw, con música de Chad Beguelin, letra de Matthew Sklar, y un libro de Bob Martin y Thomas Meehan.
El musical se inauguró oficialmente en el Al Hirschfeld Theatre el 10 de noviembre de 2010, después previstas del 2 de noviembre de 2010. El elenco incluye a Sebastian Arcelus como Buddy, Amy Spanger como Jovie, Beth Leavel como Emily, Mark Jacoby como Walter, Matthew Gumley como Michael, Valerie Wright como Deb, Michael McCormick como Sr. Greenway, Michael Mandell como Store Manager, y George Wendt como Santa.
El musical se prolongó hasta el 2 de enero de 2011.

## Banda sonora
La banda sonora fue lanzado en noviembre de 2003 en los EE. UU. y en octubre de 2005 en el Reino Unido.
1. «Pennies from Heaven» - Louis Prima
2. «Sleigh Ride» - Ella Fitzgerald y la Orquesta de  Frank De Vol
3. «Let It Snow! Let It Snow! Let It Snow!» - Lena Horne
4. «Sleigh Ride/Santa Claus Party» - Ferrante and Teicher/Les Baxter
5. «Baby, It's Cold Outside» - Leon Redbone/Zooey Deschanel
6. «Jingle Bells» - Jim Reeves
7. «The Nutcracker Suite» - Brian Setzer
8. «Christmas Island» - Leon Redbone
9. «Santa Baby» - Eartha Kitt/Henri René and His Orchestra
10. «Winter Wonderland» - Leon Redbone
11. «You Make Me Feel So Young» - Frank Sinatra
12. «Santa Claus is Coming to Town» - Eddy Arnold
13. «Nothing from Nothing» - Billy Preston

La música de la película, compuesta por John Debney e interpretada por la Orquesta Sinfónica de Hollywood Studio, también fue lanzado. La banda sonora fue certificado Oro por la RIAA el 15 de abril de 2011.

## Formato casero
Elf está disponible en DVD, VHS y Blu-ray, el último de los cuales fue lanzado el 28 de octubre de 2008. También está disponible para el PlayStation Portable con Universal Media Disc.